# Сванбергітизація
Сванбергітизація (рос. сванбергитизация, англ. svanbergitization, нім. Svanbergitisation f) — метасоматичний процес заміщення навколожильних мінеральних комплексів, який характеризується утворенням сванбергіту разом із кварцом, каолінітом, карбонатними мінералами, серицитом і сульфатами. Сванбергітизація є діагностичною ознакою розвитку поліметалічних мінеральних жил.
Названо на честь шведського хіміка-мінералога Ларса Сванберга (Lars Fredrik Svanberg, 1805–1878).